# Ахмед Харун
Ахмед Мухаммед Харун (араб. أحمد هارون‎; род. 1964 года)) — суданский политический и государственный деятель, один из пяти разыскиваемых Международным уголовным судом (МУС) за военные преступления и преступления против человечества в Дарфуре. Несмотря на международное давление на правительство Судана с целью передачи его МУС, Харун занимал пост министра по гуманитарным вопросам Судана до мая 2009 года, когда он был назначен на пост губернатора Южного Кордофана. В сентябре 2007 года он был назначен руководителем расследования нарушений прав человека в Дарфуре. В июле 2013 года он подал в отставку с поста губернатора Южного Кордофана и был назначен Омаром аль-Баширом на пост губернатора Северного Кордофана. 1 марта 2019 года президент Омар аль-Башир передал ему управление правящей политической партией страны - «Национальный конгресс Судана». Однако был арестован уже в апреле этого года местными властями в Судане после переворота.

## Биография

### Ранние годы
Харун родился в 1964 году в штате Северный Кордофан. Происходит из племени барго в западном Судане. Получил образование юриста.

### Карьера и обвинения
Одно время Харун был самым молодым государственным министром в Судане. Он также обвиняется в участии в мобилизации и подготовке боевиков племён для нападения на мирных жителей во время борьбы с повстанцами в Южном Судане. Он также участвовал в мобилизации ополчения Мурахилин и проведении военных операций в Кордофане в течение 1990-х годов.
В период, когда Харун занимал пост министра внутренних дел, с апреля 2003 года по сентябрь 2005 года, он также руководил Службой безопасности Дарфура, которая координировала работу различных правительственных органов, участвующих в кампании по борьбе с повстанцами в Дарфуре, таких как полиция «Джанджавид», вооружённые силы и разведывательная служба. Этот департамент также контролировал доступ НПО и средств массовой информации в Дарфур. С 2006 по 2009 год он был государственным министром по гуманитарным вопросам.

### Обвинения в преступной деятельности в Дарфуре
По мнению обвинения, Харун завербовал, финансировал и вооружил ополченцев-джанджавидов и спровоцировал нападения на гражданское население.
Силы, находящиеся под его командованием, были обвинены в нападениях на города Кодум, Биндиси, Мукджар, Аравала и прилегающие районы в течение 2003 и 2004 годов, несмотря на то, что эти города были лишены присутствия повстанцев, а гражданское население не принимало участия в боевых действиях. Согласно BBC News, Харун приказал ополченцам убивать, насиловать и пытать мирных жителей. Харун отверг обвинения и заявил, что насилие «никогда не случалось». Сообщалось, что в выступлении Харун заявил, что поскольку «дети Фора стали повстанцами, то весь народ Фора стал добычей для джанджавидов». После его выступления ополченцы-джанджавиды под командованием Али Кушайба разграбили города между Биндиси и Мукджаром и терроризировали мирных жителей.
Харун заявил на одном из своих собраний, что, будучи главой службы безопасности, он уполномочен кого-либо устранять или помиловать, чтобы поддерживать мир и безопасность.
В августе 2003 года Харун был также обвинен в насильственном перемещении около 20 000 мирных жителей из деревень Кодум и прилегающих районов. Также утверждается, что в марте 2008 года Харун и один из лидеров ополчения «Джанджавид» Али Кушайб вынудили покинуть свои дома 34 000 гражданских лиц. Помимо этого, Харуна обвиняли в том, что он заставлял перемещённых лиц покидать лагеря и тем самым подвергал женщин и детей риску нападений и недоедания.

### Ордер МУС на арест и последствия
27 апреля 2007 года Международный уголовный суд выдал ордер на арест Ахмеда Харуна, обвиняя его в 20 преступлениях против человечности и 22 военных преступлениях. Его обвиняют в вербовке, финансировании и вооружении ополченцев-джанджавидов. Джанджавиды нападали на мирных жителей и разграбили города и деревни во время нападений повстанцев.
С апреля 2003 года по сентябрь 2005 года Харун был государственным министром, а также главой «Службы безопасности Дарфура», а с 2006 по 2009 год занимал должность государственного министра по гуманитарным вопросам. В дальнейшем он является губернатором Южного Кордофана, который граничит с Южным Суданом, где проходила жестокая кампания по борьбе с повстанцами, особенно в горах Нубы.
Несмотря на международные призывы к его аресту, Харун продолжал выполнять функции государственного министра по гуманитарным вопросам (что является должностью ниже полного уровня министров). В этой должности Харун наблюдал за двумя миллионами внутренне перемещённых лиц в Дарфуре. Агентства по оказанию помощи обвинили его в том, что он препятствует их усилиям по оказанию помощи перемещённым лицам.
В сентябре 2007 года правительство Судана объявило, что Харун возглавит расследование нарушений прав человека в Дарфуре. Харун также был назначен членом комитета по надзору за Миссией Африканского союза Организации Объединённых Наций в Дарфуре (ЮНАМИД), что повлияло на развёртывание миротворцев в Дарфуре.
В результате эскалации кризиса в штате Абьей в первую неделю 2011 года ООН решила вывезти Харуна в провинцию. Он был замечен как единственный подходящий посредник в то время. МУС не является частью ООН, но ООН обещала сотрудничать с МУС.

### Губернатор Южного и Северного Кордофана
В июне 2011 года Харун одержал победу над Абдельазизом аль-Хилу и стал губернатором Южного Кордофана. Движение его соперника отклонило результаты выборов, назвав их сфальсифицированными.
12 июля 2013 года Харун вместе с губернатором Северного Кордофана подал в отставку. В президентском указе Омар аль-Башир назначил Харуна губернатором Северного Кордофана до 23 февраля 2019 года.

### Председатель правящей партии
1 марта 2019 года Омар аль-Башир, возглавлявший партию «Национальный конгресс Судана» на протяжении нескольких десятилетий, ушёл в отставку с поста председателя партии после продолжающихся массовых протестов. Исполняющим обязанности до проведения следующего съезда был назначен его заместитель Ахмед Харун.

## Арест и уголовное преследование
11 апреля 2019 года Харун был арестован местными властями в Судане после военного переворота.
В феврале 2020 года Суверенный совет Судана заявил о готовности экстрадировать международному трибуналу в Гааге Ахмеда Харуна.
4 мая 2020 года министерство внутренних дел сообщило, что Ахмед Харун заразился коронавирусной инфекцией COVID-19 и был госпитализирован. Двумя месяцами ранее, члены его семьи писали письма властям с просьбой перевести Харуна под домашний арест на фоне всемирной пандемии этого заболевания.
В январе 2024 года США предложили вознаграждение в размере 5 миллионов долларов за информацию, которая приведет к поимке Ахмеда Харуна. Государственный департамент США изображает Ахмеда Харуна как вербовщика, финансировавшего и вооружившего зловещее ополчение Джанджавид, которое участвовало в зверствах, включая убийства, изнасилования, пытки, принудительные депортации и другое бесчеловечное обращение в Дарфуре. в 2000-е годы..